# Швелаур-Цицибаури
Швелаур-Цицибаури (груз. შველაურ-ციციბაური) — село в Грузии, на территории Чохатаурского муниципалитета края (мхаре) Гурия.

## География
Село находится в западной части Грузии, на правом берегу реки Супсы, на расстоянии приблизительно 16 километров (по прямой) к востоко-юго-востоку от посёлка городского типа Чохатаури, административного центра муниципалитета. Абсолютная высота — 425 метров над уровнем моря.

## Население
По результатам официальной переписи населения 2014 года, в Швелаур-Цицибаури проживало 52 человека (29 мужчин и 23 женщины). В национальной структуре населения грузины составляли 100 %.
| Год  | Население, человек |
| ---- | ------------------ |
| 2002 | 58                 |
| 2014 | ↘ 52               |